# NGC 272
NGC 272 è un ammasso aperto situato nella costellazione di Andromeda, posizionato all'interno della Piccola Nube di Magellano.

## Descrizione
NGC 272 è situato all'incirca alla stessa distanza dalla Terra della Piccola Nube di Magellano, vale a dire 199.000 anni luce.

## Scoperta
L'ammasso NGC 272 è stato scoperto il 2 agosto 1864 dall'astronomo prussiano Heinrich d'Arrest.